# Hubert Peyou
Hubert Peyou, né le 11 juillet 1923 et mort le 27 décembre 2006, est un homme politique français.

## Biographie
Pharmacien, Hubert Peyou fut une des personnalités marquantes du radicalisme de gauche dans sa région.

## Détail des fonctions et des mandats
Mandats locaux
- 1955 - 1961 : Conseiller général du canton d'Ossun
- 1961 - 1967 : Conseiller général du canton d'Ossun
- 1967 - 1973 : Conseiller général du canton d'Ossun
- 1973 - 1979 : Conseiller général du canton d'Ossun
- 1979 - 1985 : Conseiller général du canton d'Ossun
- 1985 - 1992 : Conseiller général du canton d'Ossun

Mandats parlementaires
- 22 septembre 1974 - 25 septembre 1983 : Sénateur des Hautes-Pyrénées
- 25 septembre 1983 - 1er octobre 1992 : Sénateur des Hautes-Pyrénées